# 丸山貴雄
丸山 貴雄（まるやま たかお、1978年11月21日- )は、日本の男性プロスキーヤー。長野県白馬村出身。白馬村スキークラブ所属。父は第14回、15回全日本デモンストレーター選考会覇者の丸山隆文。
幼少の頃よりスキーを始め、大学までアルペンレースで活躍。大学4年生の2001年、学連選抜で技術選に初出場し、2005年には3位、2010年に総合優勝を果たす。11年、12年も優勝し、技術選男子史上初の3連覇を達成した。2015年の技術選では、柏木義之と同点優勝、2017年でも優勝し、5度の優勝を誇る。
全日本ナショナルデモンストレーター認定9期(2004年-2023年)。

## 契約メーカー
- スキー　　　　　　オガサカスキー
- スキーブーツ　　　ダルベロ
- ウエアー　　　　　デサント
- ヘルメット　　　　GIRO
- ゴーグル　　　　　GIRO

## 戦績

### 全日本スキー技術選手権大会
- 2001年　第38回 全日本スキー技術選手権大会　30位
- 2002年　第39回 全日本スキー技術選手権大会　15位
- 2003年　第40回 全日本スキー技術選手権大会　16位
- 2004年　第41回 全日本スキー技術選手権大会　20位
- 2005年　第42回 全日本スキー技術選手権大会　3位
- 2006年　第43回 全日本スキー技術選手権大会　3位
- 2007年　第44回 全日本スキー技術選手権大会　4位
- 2008年　第45回 全日本スキー技術選手権大会　6位
- 2009年　第46回 全日本スキー技術選手権大会　3位
- 2010年　第47回 全日本スキー技術選手権大会　優勝
- 2011年　第48回 全日本スキー技術選手権大会　優勝
- 2012年　第49回 全日本スキー技術選手権大会　優勝
- 2013年　第50回 全日本スキー技術選手権大会　準優勝
- 2014年　第51回 全日本スキー技術選手権大会　3位
- 2015年　第52回 全日本スキー技術選手権大会　優勝
- 2016年　第53回 全日本スキー技術選手権大会　準優勝
- 2017年　第54回 全日本スキー技術選手権大会　優勝

- 2018年　第55回 全日本スキー技術選手権大会　準優勝

- 2019年　第56回 全日本スキー技術選手権大会　6位
- 2021年　第58回 全日本スキー技術選手権大会　7位
- 2022年　第59回全日本スキー技術選手権大会　準優勝
- 2023年　第60回全日本スキー技術選手権大会　 6位